# Dunya Abutaleb
Dunya Ali Abutaleb, née le 17 juin 1997 en Arabie saoudite, est une taekwondoïste saoudienne.

## Carrière
En 2022, Dunya Abutaleb est médaillée de bronze aux Championnats d'Asie à Chuncheon dans la catégorie des moins de 53 kg ainsi qu'aux Championnats du monde à Guadalajara dans la catégorie des moins de 49 kg. Elle remporte la médaille d'or dans la catégorie des moins de 53 kg aux Championnats d'Asie 2024 à Da Nang et se qualifie pour les Jeux olympiques à Paris la même année.
Elle est nommée porte-drapeau de la délégation saoudienne des Jeux de Paris aux côtés du cavalier Ramzy al-Duhami, la récompensant d'être la première femme saoudienne à s'être directement qualifiée pour une épreuve olympique.